# Stopper
Stopper var ett svenskt fotbollsmagasin. Från februari 2008 fanns magasinet i hela landet på Pressbyrån och i större tidningsbutiker. Tidningen lades dock ner och det sista numret utkom 2009.